# Drepanopeziza populorum
Drepanopeziza populorum är en svampart som först beskrevs av Jean Baptiste Desmazières, och fick sitt nu gällande namn av Franz Xaver von Höhnel 1917. Drepanopeziza populorum ingår i släktet Drepanopeziza och familjen Dermateaceae.   Inga underarter finns listade i Catalogue of Life.